# Hilaira asiatica
Hilaira asiatica är en spindelart som beskrevs av Kirill Yeskov 1987. Hilaira asiatica ingår i släktet Hilaira och familjen täckvävarspindlar. Inga underarter finns listade i Catalogue of Life.